# São Jorge d’Oeste
São Jorge d’Oeste ist ein brasilianisches Munizip im Südwesten des Bundesstaats Paraná. Es hat 9.378 Einwohner (2022), die sich São-Jorgenser oder auch nur Jorgenser nennen. Seine Fläche beträgt 380 km². Es liegt 478 Meter über dem Meeresspiegel.

## Etymologie
São Jorge bedeutet auf Deutsch Sankt Georg. So nannte in den 1950er Jahren der erste Pionier seine neue Fazenda. Bei der Erhebung zum Distrikt wurde der Name um den amtlichen Zusatz d'Oeste erweitert, da es schon eine Reihe weiterer Orte gleichen Namens in Paraná gab.

## Geschichte

### Land als Gegenleistung für Lieferungen zum Eisenbahnbau
Alles begann mit dem Pionier Oberst Henrique José Rupp aus Joaçaba (Santa Catarina). Er lieferte Material (Schwellen) und erbrachte mit seinen Leuten Dienstleistungen für den Eisenbahnbau der Estrada de Ferro São Paulo-Rio Grande. Sie erhielten jedoch keine Bezahlung für die erbrachten Leistungen.
Die Schulden wurden fortgeschrieben, ohne dass etwas unternommen wurde. Am 17. November 1950 übernahm die Bundesregierung die Eisenbahngesellschaft, da sie zu den Unternehmen gehörte, die in das nationale Erbe aufgenommen wurden. Die Familie Rupp reichte daraufhin Klage gegen den Staat ein, um ihre Rechte einzufordern.
Nach einem Vergleich mit der Bundesregierung sollten die Schulden mit Land aus dem Besitz der Eisenbahngesellschaft, nämlich der Gleba Missões und einem Teil der Gleba Chopim in der Comarca Clevelândia (Paraná), beglichen werden. Die Schulden betrugen 8,32 Mio. Cr$. Sie waren jedoch schon seit 1920 entstanden.
Die Angelegenheit wurde von einer Gruppe von Anwälten aus Rio de Janeiro übernommen. Zu ihnen gehörte Antônio da Conceição Paranhos. Als Unverheirateter war er am besten geeignet vor Ort zu bleiben. Er brachte die nach dem Ersten Weltkrieg in Uruguay und Frankreich angewandten Methoden der Kolonisierung mit.
Als Gegenleistung für seine Arbeit sollte er im Falle eines Prozessgewinns ein Grundstück in dem zugesagten Gebiet erhalten. Erst 1956 gab die Eisenbahngesellschaft, vertreten durch die Superintendência das Empresas Incorporadas ao Patrimônio Nacional (deutsch Oberaufsichtsbehörde für die ins Nationale Erbe übertragenen Unternehmen) die Glebas Missões und Chopim als Gegenleistung für das vollständige Erlöschen der Forderung ab.

### Erkundung
Das Gebiet wurde zunächst aus der Luft erkundet. Die erste terrestrische Expedition fand 1953 statt. Sie bestand aus Oberst José Rupp, Angelo Baldi und mehreren Landarbeitern wie Bastião Velho, Xico Touro, Valdemar Dente, Negro Cordeiro. Es beteiligten sich auch einige Männer, die sich schon lange vor der Expedition in dem Gebiet niedergelassen hatten. Ihr Ausgangspunkt war Mariópolis. Sie begannen ihren Marsch an dem Ort, der heute als Águas do Verê bekannt ist. Sie überquerten den Rio Chopim und schlugen ihr Lager in einem weniger zerklüfteten Gelände mit gutem Wasser auf, wo sich heute der Hauptort des Munizips befindet.

### Besiedlung
Die Kolonisierung des Gebiets von São Jorge d’Oeste begann schließlich um 1953/54. José Rupp gründete den Bauernhof São Jorge. Das Gebiet gehörte zur Gleba Chopim und war ein Teil des geschlossenen Waldes mit einer Fläche von etwa vierundzwanzigtausend Hektar.
Im Jahr 1958 kam es zu einer starken Einwanderung von Siedlern aus den Bundesstaaten Santa Catarina und Rio Grande do Sul. Sie waren meist deutscher und italienischer Abstammung. José Rupp und Antônio Conceição Paranhos teilten das Land in typischer Pioniermanier in Kolonien von zehn Alqueires (24 Hektar) auf und vergaben es an interessierte Familien. Sie verlangten günstige Preise und boten eine langfristige Finanzierung. Die rasche Entwicklung des Orts wurde durch die sehr fruchtbaren Böden und den Waldreichtum begünstigt.

### Erhebung zum Munizip
São Jorge d’Oeste wurde durch das Staatsgesetz Nr. 4730 vom 24. Januar 1963 aus Chopinzinho ausgegliedert und in den Rang eines Munizips erhoben. Es wurde am 23. November 1963 als Munizip installiert.

## Geografie

### Fläche und Lage
São Jorge d’Oeste liegt auf dem Terceiro Planalto Paranaense (der Dritten oder Guarapuava-Hochebene von Paraná). Seine Fläche beträgt 380 km². Es liegt auf einer Höhe von 478 Metern.

### Vegetation
Das Biom von São Jorge d’Oeste ist Mata Atlântica.

### Klima
Das Klima ist gemäßigt warm. Es werden hohe Niederschlagsmengen verzeichnet (1827 mm pro Jahr). Im Jahresdurchschnitt liegt die Temperatur bei 20,2 °C. Die Klimaklassifikation nach Köppen und Geiger lautet Cfa.

### Gewässer
São Jorge d’Oeste liegt im Einzugsgebiet des Iguaçu. Dieser bildet die nordöstliche Grenze des Munizips, wobei er zum Stausee des Wasserkraftwerks Salto Osório aufgestaut ist, das nordwestlich des Hauptorts liegt. Der Rio Chopim bildet die südwestliche, der Rio Bonito die östliche Grenze des Munizips.

### Straßen
São Jorge d’Oeste ist über die PR-475 mit Quedas do Iguaçu im Norden verbunden. Über die PR-281 erreicht man Dois Vizinhos im Westen und São João im Südosten.

### Nachbarmunizipien
| Cruzeiro do Iguaçu | Quedas do Iguaçu                            |          |
| Dois Vizinhos      | Kompassrose, die auf Nachbargemeinden zeigt |          |
|                    | Verê                                        | São João |

## Stadtverwaltung
Bürgermeisterin: Leila Aparecida da Rocha, PSC (2021–2024)
Vizebürgermeister: Vanderlei Trevelin, PL (2021–2024)

## Demografie

### Bevölkerungsentwicklung
| Jahr | Einwohner | Stadt | Land |
| ---- | --------- | ----- | ---- |
| 1970 | 12.036    | 21 %  | 79 % |
| 1980 | 13.717    | 29 %  | 71 % |
| 1991 | 10.321    | 37 %  | 63 % |
| 2000 | 9.307     | 48 %  | 52 % |
| 2010 | 9.085     | 57 %  | 43 % |
| 2022 | 9.378     |       |      |

Quelle: IBGE, bis 2010: Volkszählungen und Volkszählung 2022

### Ethnische Zusammensetzung
| Gruppe * | 1991    | 2000    | 2010    | wer sich als …                                                                   |
| --- | ------- | ------- | ------- | -------------------------------------------------------------------------------- |
| Weiße | 81,2 %  | 76,0 %  | 70,7 %  | weiß bezeichnet                                                                  |
| Schwarze | 0,1 %   | 2,3 %   | 2,9 %   | schwarz bezeichnet                                                               |
| Gelbe | 0,0 %   | 0,0 %   | 0,3 %   | von fernöstlicher Herkunft wie japanisch, chinesisch, koreanisch etc. bezeichnet |
| Braune | 18,7 %  | 21,1 %  | 26,1 %  | braun oder als Mischung aus mehreren Gruppen bezeichnet                          |
| Indigene | 0,0 %   | 0,1 %   | 0,1 %   | Ureinwohner oder Indio bezeichnet                                                |
| ohne Angabe | 0,0 %   | 0,4 %   | 0,0 %   |                                                                                  |
| Gesamt | 100,0 % | 100,0 % | 100,0 % |                                                                                  |
| *) Das IBGE verwendet für Volkszählungen ausschließlich diese fünf Gruppen. Es verzichtet bewusst auf Erläuterungen. Die Zugehörigkeit wird vom Einwohner selbst festgelegt. |         |         |         |                                                                                  |

Quelle: IBGE (Stand: 1991, 2000 und 2010)

## Kultur und Sehenswürdigkeiten

### Kulinarische Spezialitäten
- Italienische Küche: Teigwaren  im Allgemeinen, Pasta, Lasagne, Tortelloni, Brathähnchen, Hähnchen à Passarinho, typisches Brot, Salami, Salate und Weine
- Gaúcha-Küche: Rippchen und gegrilltes Fleisch nach Gaúcho-Art
- Lokale Spezialitäten: Dobradinha und Buchada, mit typischen Gewürzen aus Kutteln oder Magen vom Rind hergestellt.

### Feste und Feiertage
- Festa de São Jorge (Sankt-Georgs-Fest): Am ersten Sonntag nach dem 23. April wird ein großes Fest gefeiert, bei dem Churrasco und verschiedene Salate genossen werden.
- Festa da Uva (Weintraubenfest): Die Veranstaltung findet im Januar statt. Sie stellt die lokale italienische Kultur in den Vordergrund. Das Fest dient auch der Vermarktung von Weintrauben und Weinen.
- Rodeio Crioulo Interestadual (Kreolisches Rodeio): Das Rodeio findet im Februar statt. Es wird typisches Gaucho-Essen serviert und mit Tanz, Gauchesca-Vorführungen, Rodeo mit Rindern, Gineteadas (besondere Rodeoformen auf Pferden) und verschiedenen anderen Attraktionen gefeiert.
- Oktoberfest: Drei Tage lang wird ein deutsches Fest, gefeiert. Es gibt Bier und verschiedene deutsche Speisen. Es spielen verschiedene Musikgruppen zum Tanz auf.
- Festival Guerreiro da Canção (Sängerkrieg): Wettbewerb von Musikern, bei dem die Kandidaten mit Liedern aller Genres auftreten
- Nationalfeiertag 7. September (Unabhängigkeit Brasiliens):  die Schüler der Stadt halten zusammen mit der Stadtkapelle auf der Hauptstraße einen Umzug ab.[2]

## Wirtschaft

### Landwirtschaft
Die Landwirtschaft basiert auf der Aufzucht von Rindern und Milchkühen, Masthähnchen, Schweinen, Mais, Weizen, Bohnen und Sojabohnen.

### Gewerbe
Hinzu kommt landwirtschaftsnahe Industrie.

### Fremdenverkehr
Für den Tourismus üben die Iguaçu-Stauseen eine starke Anziehungskraft auf Besucher aus dem Südwesten Paranás aus. Das Munizip bezeichnet sich auch als Terra dos Lagos do Iguaçu (deutsch: Land der Iguaçu-Seen).

### Kennzahlen
Mit einem Bruttoinlandsprodukt pro Einwohner von 31.711,18 R$ bzw. rund 7.000 € lag São Jorge d’Oeste 2019 auf dem 157. Platz der 399 Munizipien Paranás.
Sein hoher Index der menschlichen Entwicklung von 0,722 (2010) setzte es auf den 115. Platz der paranaischen Munizipien.